# Christoph Pelger
Christoph Pelger (* 1982) ist ein deutscher Ökonom.

## Leben
Von 2003 bis 2007 studierte Betriebswirtschaftslehre an der Universität zu Köln (Abschluss: Dipl.-Kfm.). Von 2007 bis 2012 war er wissenschaftlicher Mitarbeiter am Institut für Finanzen, Rechnungswesen und Wirtschaftsprüfung, Universität zu Köln. Nach der Promotion (Dr. rer. pol.) 2011 war er von 2012 bis 2015 Postdoktorand in der Position des „Akademischer Rat auf Zeit“ am Institut für Finanzbuchhaltung und Wirtschaftsprüfung, Universität Köln. Nach der Habilitation 2015 (venia legendi) für Betriebswirtschaftslehre, Fakultät für Wirtschafts- und Sozialwissenschaften, Universität zu Köln ist er seit März 2015 Professor für Finanzbuchhaltung am Institut für Rechnungswesen, Wirtschaftsprüfung und Steuern, Fakultät für Wirtschaft und Management, Universität Innsbruck. Er nahm einen Ruf auf die Professur für Accounting und Auditing an die Universität Passau zum 1. Oktober 2021 an.